# Mount Vernon (finca)

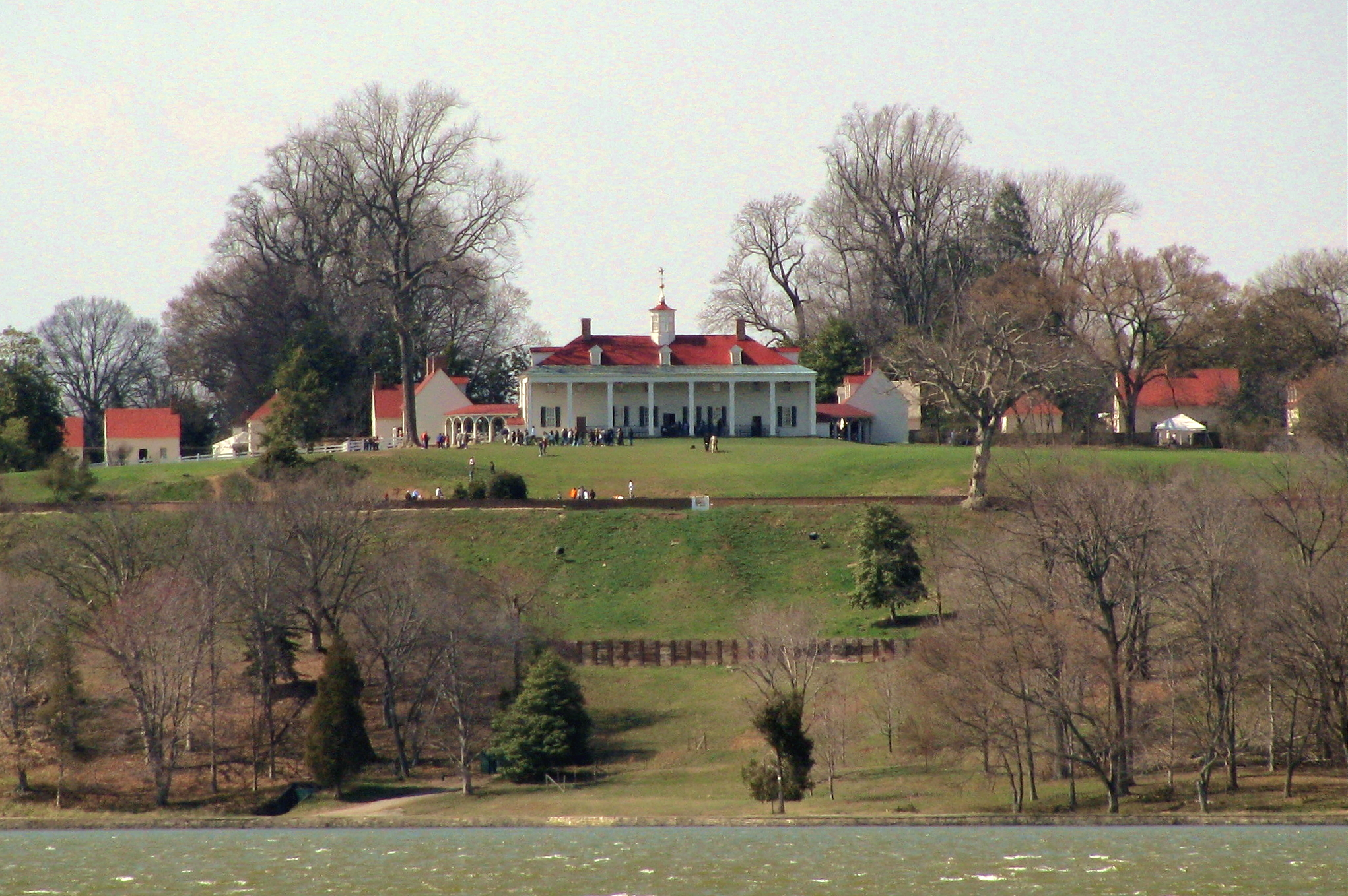
La propiedad de Mount Vernon, Virginia

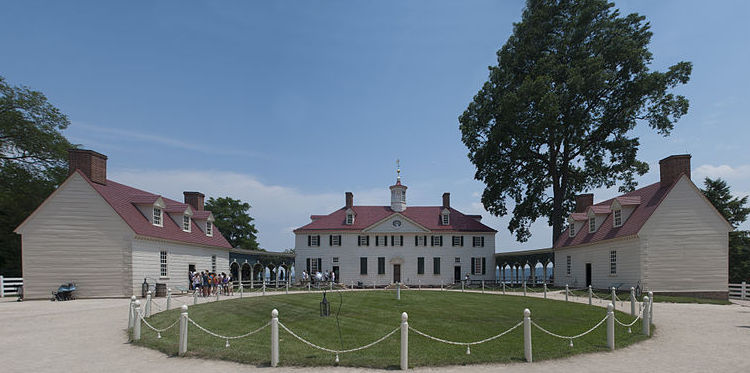
En estilo palladiano clásico, en el lado occidental, la casa principal está flanqueada por alas secundarias de un solo piso, creando un patio de honor.

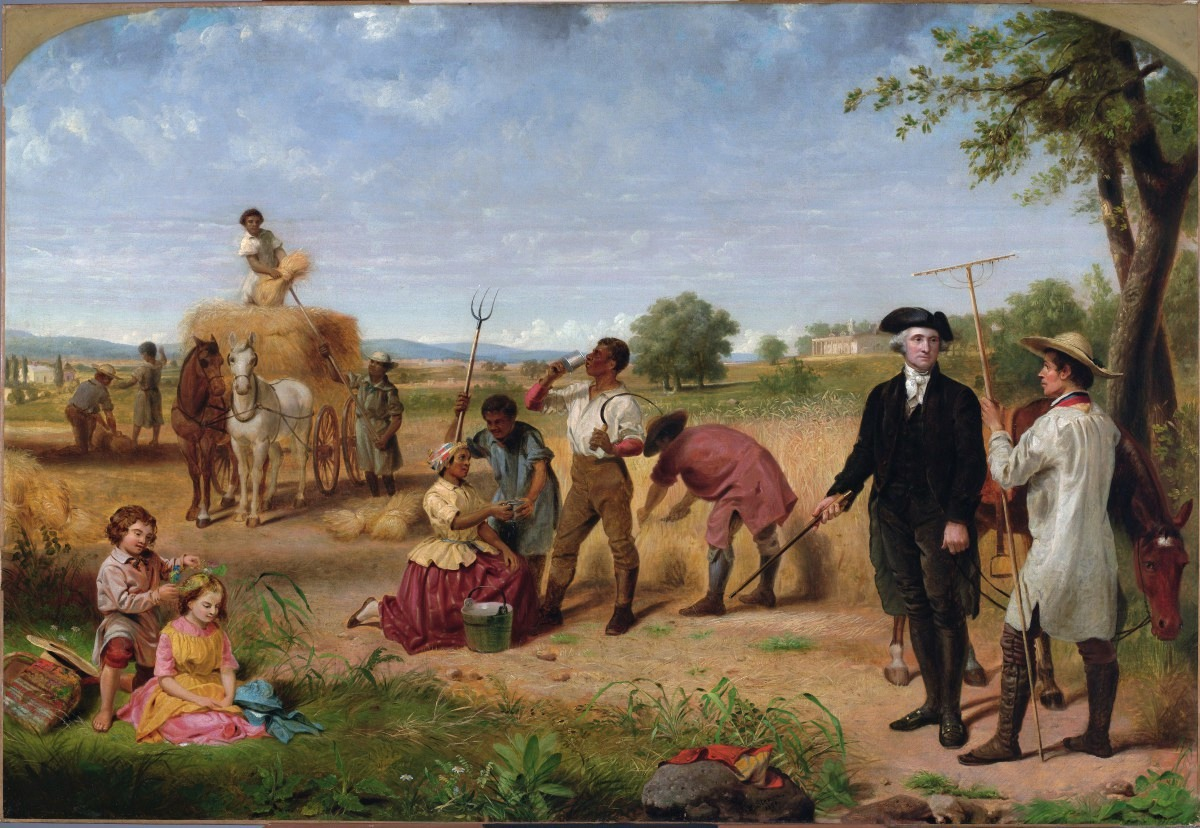
Washington en la plantación, con Mount Vernon al fondo.

Mount Vernon es una finca donde vivió George Washington, el primer presidente de los Estados Unidos, y su esposa, Martha Washington. La finca está situada a orillas del río Potomac en el condado de Fairfax en Virginia, Estados Unidos, cerca de Alexandria, frente al condado de Prince George, Maryland.
La casa original fue construida por el padre de George Washington, Augustine, alrededor de 1734. George Washington amplió la casa dos veces, una a fines de la década de 1750 y otra vez en la de 1770. Siguió siendo su hogar hasta su muerte en 1799, y allí es donde se encuentra su tumba. Hoy en día el lugar pertenece al Registro Nacional de Lugares Históricos de los Estados Unidos.
El 30 de enero de 2008, la finca fue incluida en la Lista indicativa de Estados Unidos, los bienes que el país remite a la UNESCO al considerarlos candidatos a ser declarados Patrimonio de la Humanidad.

## Nombre
Cuando los antepasados de George Washington adquirieron la finca, era conocida como plantación de Little Hunting Creek, por el cercano río Little Hunting Creek. Cuando su medio hermano mayor Lawrence Washington heredó la finca, cambió el nombre a Mount Vernon en honor del vicealmirante Edward Vernon, famoso por la estrepitosa derrota de una flota británica de 186 naves y casi 27 000 hombres a manos de una guarnición española compuesta por unos 3500 hombres y seis navíos de línea en el sitio de Cartagena de Indias de 1741, durante la guerra del Asiento, y por la captura de Portobelo, provincia de Colón, Panamá, a quien a pesar de sus fracasos, admiraba mucho. Vernon fue el oficial comandante de Lawrence en la Marina Real británica y cuando George Washington heredó la propiedad conservó el nombre.